# Silvio Toigo
Sílvio Toigo (ou Toygo) foi um arquiteto italiano que radicou-se na cidade de Caxias do Sul, RS, e atuou nas década de 1930 e década de 1940, ao final da qual deixou o ofício para dedicar-se ao cultivo do tungue, atividade que exerceu até falecer, em 1964.
Suas principais obras na cidade são o edifício-sede da Metalúrgica Abramo Eberle, o prédio do Clube Juvenil, o Clube Recreio da Juventude, o Cinema Guarany, o Colégio do Carmo e o prédio das Lojas Magnabosco, claramente inspirado nos moldes do Magazine Petersdorff (Breslávia) , do arquiteto alemão Erich Mendelsohn.
É também o construtor da Vinícola Peterlongo, em Garibaldi.